# スターパロジャー
『スターパロジャー』は、1992年4月24日にハドソンから発売されたPCエンジンSUPER CD-ROM2用縦スクロールシューティングゲームである。通称「スタパロ」で、サブタイトルは「スーパーすんげーシューティング」である。
『スーパースターソルジャー』（1990年）のゲーム性を踏襲しながら、ボンバーマンをモチーフにした背景や敵ボスが登場するなど、随所にハドソン作品のパロディ・デフォルメが施されていることを特徴とする。
2008年5月7日からWiiのバーチャルコンソールで配信された。また、同年7月31日発売のPSP用ソフト『PC Engine Best Collection ソルジャーコレクション』や、2020年にコナミデジタルエンタテインメントより発売されたゲーム機『PCエンジン mini』に本作が収録されている。

## ゲーム内容
ストーリーは前作の後日談で時系列が繋がっている。また隠し面として、最終面ボスの両腕を破壊して暫く待つと放出されるアイテムを取ると、女の子のセミヌードが見られるボーナスステージへ行ける。

### モード
NORMAL GAME
通常のモード。全8面。難易度はオプション設定で変更が可能。「お子様ランチ」「並!」「すげえぜ」の3段階。また裏技としてオプション設定画面のサウンドテストの項目を「0A」とすることで、隠し難易度「超〜すげえぜ」を選択することができる。エンディングは各難易度で異なっている。
BATTLE STAGE
オマケ要素として以下のスコアアタックモードがプレイできる。
- 2 MINUTES GAME

2分間にどのくらいのスコアを稼げるかを競うモード。オプション設定によっては『ヘクター'87』の1面のBGMが流れる。
- 5 MINUTES GAME

5分間にどのくらいのスコアを稼げるかを競うモード。オプション設定によっては『スターソルジャー』のパワーアップ時のBGMが流れる。

### アイテム
アイテムは、基本的に赤青2色のカプセル剤の形をした敵キャラ（アイテムキャリア）もしくは特定の敵キャラを破壊することにより出現する（例外としてマップ固定配置のアイテムも存在する）。なおアイテムを画面外に持ち去る敵キャラクターも存在する。
パワーアップ（赤）
通常弾系のメインショット。同色を取り続ける事で最大4段階までパワーアップする。アイテムの形は自機の種類によって異なる。
パワーアップ（青）
主に貫通系のメインショット。同色を取り続ける事で最大4段階までパワーアップする。アイテムの形は自機の種類によって異なる。
パワーアップ（黄）
主に高火力系のメインショット。同色を取り続ける事で最大4段階までパワーアップする。アイテムの形は自機の種類によって異なる。
オプションパネル
自機の種類毎に固定のオプション装備が付く。取り続ける事で最大3段階までパワーアップする。シールドパネルとの併用不可。
シールドパネル
耐弾数3のシールドが装備される。被弾してもメインショットのパワーは低下しない。オプションパネルとの併用不可。
ボンバーパネル
ボンバーのストックが1つ増える。
ハート
取得した数だけ、プレイヤーがミスしたその場から（残機は減るものの）復活することができる。復活回数が残っている場合は、残機表示の自機アイコンが通常と異なる色になっている。
1up
残機が1機増える。
スカ
メインショットのパワーが1段階低下するマイナスアイテム。裏技としてボンバーを使い切った状態でスカを連続10個取ると、隠しメインショット「極太レーザー」が装備できる。
ボーナス
1000点が加算される。裏技としてボンバーを使い切った状態でボーナスを連続30個取ると、隠しメインショット「8方向ショット」が装備できる。
?
3種類のメインショットのいずれかに装備変更する。

## プレイヤーキャラクター
プレイヤーキャラクターは『スーパースターソルジャー』と比較して3種類に増え、それぞれ特徴的なパワーアップが可能である。
パロシーザー
前作のプレイヤーキャラクター「ネオ・シーザー」のデフォルメ機体。「クリスタル」を取ることによりパワーアップする。
赤／マルチビーム：通常弾。パワーアップすると最大5方向（前1発、左右斜め前各1発、左右斜め後各1発）に発射することができる。
青／レーザー：前方正面へ直線に伸びるレーザー、及び半月状のレーザーを発射する。パワーアップすると、攻撃範囲・レーザーの太さが向上する。
黄／フルファイヤー：前方に光球弾を発射する。光球弾はある程度の貫通性能がある。また光球弾は敵に接触すると通常弾を撒き散らす。パワーアップすると光球弾の大きさ・撒き散らす通常弾の数（最大左右各1発、左右斜め後各1発）・連射性能が向上する。
オプション／ホーミングミサイル：4発の追尾ミサイルを発射する。パワーアップするとミサイルの速度・追尾性能が向上する。
ボンバーマン
ハドソンのアクションゲームシリーズ『ボンバーマンシリーズ』の主人公。「ボムパネル」を取ることによりパワーアップする。
赤／マルチビーム：通常弾。パワーアップすると最大3方向（前4発、左右斜め後各1発）に発射することができる。
青／クラッシュボム：前方扇型に爆弾を発射する。爆弾は敵に接触すると爆発し、爆風にも攻撃判定がある。パワーアップすると、攻撃範囲・爆弾の大きさ・爆風の大きさが向上する。
黄／バルーンボンバー：前方への通常弾に加え、風船型爆弾を発射する。爆弾は敵に接触すると爆発し、爆風にも攻撃判定がある。パワーアップすると爆弾の個数が増加する。
オプション／オプションボンバーズ：通常弾を発射するオプションが付く。最大3機まで増設可能。
PCエンジン
PCエンジンの初代筐体である通称「白エンジン」をデフォルメ化した機体。「Huカード」を取ることによりパワーアップする。
赤／マルチビーム：通常弾。パワーアップすると最大3方向（前2発、左右各3発）に発射することができる。
青／CDカッター：貫通するCDを発射する。パワーアップすると、最大4方向（左右斜め前各1発、左右斜め後各1発）に発射することができる。
黄／天の声：天の声2を機体後部に装着。前方への通常弾に加え、天の声2から追尾ミサイルを発射する。パワーアップするとミサイルの速度・追尾性能・発射数（最大6発を2連射）が向上する。
オプション／パッドブラスター：PCエンジンのコントロールパッドが自機周囲を回転する。通常弾はもとより、一部敵キャラの攻撃を防御することができる。最大4つまで増設可能。
なお、各機体共通仕様は以下のとおり。
- メインショット3段階以上で、耐弾数2のシールドが装備される。ただし被弾するとメインショットのパワーが3段階目に下がる（シールドパネル装備時は下がらない）。
- 自機の移動スピードは3段階。随時に変更可能。
- 各機種とも弾数制限ありの「ボンバー」を装備。敵弾を消し去る事が可能。ただし、使用中は無敵状態ではない。形状は自機の種類により異なる。

## 移植版
| No. | タイトル                                         | 発売日                                   | 対応機種                                                    | 開発元                 | 発売元   | メディア                              | 型式       | 備考                                                                                     |
| --- | ------------------------------------------------ | ---------------------------------------- | ----------------------------------------------------------- | ---------------------- | -------- | ------------------------------------- | ---------- | ---------------------------------------------------------------------------------------- |
| 1   | スターパロジャー                                 | 2008年5月7日 2008年8月11日 2008年5月16日 | Wii                                                         | カネコインターステイト | ハドソン | ダウンロード （バーチャルコンソール） |            |                                                                                          |
| 2   | PC Engine Best Collection ソルジャーコレクション | 2008年9月25日                            | PlayStation Portable                                        | ハドソン               | ハドソン | UMD                                   | ULJM-05377 | 『スーパースターソルジャー』、『ファイナルソルジャー』、『ソルジャーブレイド』と同時収録 |
| 3   | スターパロジャー                                 | 2020年3月19日                            | PCエンジン mini TurboGrafx-16 mini PC Engine CoreGrafx mini | M2 ※ 移植開発担当      | KDE      | プリインストール                      | HTG-008    |                                                                                          |

## 開発
カネコインターステイトによって製作された。CDの容量を生かし、ごく一部を除きほぼ全編CD-DA音源のBGMが採用され、声優（銀河万丈、久川綾）も起用された。
日本国外版はFantasy Star Soldierのタイトルで開発が進められたが、発売元のターボ・テクノロジー社が閉鎖したため発売には至らなかった。

### スタッフ
- 制作総指揮：工藤裕司
- エグゼクティブ・プロデューサー：中本伸一
- プロデューサー：青山英治
- ゲーム・デザイン：川田忠之（川田名人）
- テクニカル・アドバイザー：松永智史
- 制作進行：宮本徳人
- プログラム：山下孝、杉本尚志
- グラフィック：横山祥、古橋秀幸、山元健司
- サウンド
  - 作曲・編曲・ミキシング：斎藤寛志（コンポジラ）
  - 作曲：渡辺人（ウエストン）
  - CD-AUDIO：鈴木誠（コンポジラ）
  - PSG：坂本慎一（ウエストン）
  - S.E.：岩淵貴幸
  - ADPCM：井上雅明
  - サウンド・プロデュース：笹川敏幸、滝本利昭
- 声の出演：銀河万丈、久川綾
- ナレーション協力：青二プロダクション、古市利雄、スタジオタバック
- スペシャル・サンクス：長島康宣、新井能弘、松浦秀樹、村下健司、斎藤仁康、中村旗伺、大武弘和、関口忍、山口正登、畠中啓光、川端修二、山本正、福山勝次、塩谷敬太、塩沢幸久、阿部和幸、鵜藤明彦、加藤紫朗、田口真之、河野満
- 制作協力：インターステイト／KANEKO

## 評価
- ゲーム誌『ファミコン通信』の「クロスレビュー」では、8・8・7・6の合計29点（満40点）[5]、『月刊PCエンジン』では85・85・95・80・90の平均87点（満100点）、『マル勝PCエンジン』では8・9・9・9の合計35点（満40点）、『PC Engine FAN』の読者投票による「ゲーム通信簿」での評価は以下の通り24.97点（満30点）となっている[6]。 また、この得点はPCエンジン全ソフトの中で14位（485本中、1993年時点）となっている[6]。同雑誌1993年10月号特別付録の「PCエンジンオールカタログ'93」では、「難易度もそれほど高くないのでシューティングが苦手な人にも十分に楽しめる」と肯定的に評価された[6]。

| 項目 | キャラクタ | 音楽 | 操作性 | 熱中度 | お買得度 | オリジナリティ | 総合  |
| 得点 | 4.80       | 4.25 | 4.14   | 4.04   | 3.94     | 3.81           | 24.97 |

- ゲーム本『懐かしゲーム機大百科 PCエンジン完全ガイド 1987-1999』では、難易度が高くない事に触れた上で「普段STGをプレイしない人でも十分に楽しめる」と肯定的に評価した[2]。